# Europese kampioenschappen badminton 2002
De 18e editie van het Europees kampioenschap badminton werd georganiseerd door de Zweedse stad Malmö. Het toernooi duurde 8 dagen, van 13 april 2002 tot en met 20 april 2002.
De Nederlanders behaalden een goed resultaat tijdens dit toernooi, met een gouden en zilveren plek bij de vrouwen enkel en bronzen medailles bij de vrouwen enkel, gemengd dubbel en de landen wedstrijd maakte een totaal van 5 medailles. Daarmee moet het Nederlandse kamp alleen de Denen voor zich dulden. Deze haalden op 5 van de 6 onderdelen een gouden plak en waren daarmee de absolute kampioen, gevolgd door Nederland en Engeland.

## Medaillewinnaars
| Onderdeel      | 1e plaats                            | 2e plaats                         | 3e plaats                      |
| -------------- | ------------------------------------ | --------------------------------- | ------------------------------ |
| Mannen enkel   | Peter Rasmussen                      | Kenneth Jonassen                  | Rasmus Wengberg                |
| Mannen enkel   | Peter Rasmussen                      | Kenneth Jonassen                  | Anders Boesen                  |
| Vrouwen enkel  | Yao Jie                              | Mia Audina                        | Camilla Martin                 |
| Vrouwen enkel  | Yao Jie                              | Mia Audina                        | Brenda Beenhakker              |
| Mannen dubbel  | Jens Eriksen Martin Lundgaard Hansen | Anthony Clark Nathan Robertson    | Lars Paaske Jonas Rasmussen    |
| Mannen dubbel  | Jens Eriksen Martin Lundgaard Hansen | Anthony Clark Nathan Robertson    | Michal Logosz Robert Mateusiak |
| Vrouwen dubbel | Jane F. Bramsen Ann-Lou Jørgensen    | Pernille Harder Mette Schjoldager | Nicole Grether Nicol Pitro     |
| Vrouwen dubbel | Jane F. Bramsen Ann-Lou Jørgensen    | Pernille Harder Mette Schjoldager | Ella Miles Sara Sankey         |
| Gemengd dubbel | Jens Eriksen Mette Schjoldager       | Nathan Robertson Gail Emms        | Chris Bruil Lotte Jonathans    |
| Gemengd dubbel | Jens Eriksen Mette Schjoldager       | Nathan Robertson Gail Emms        | Michael Søgaard Rikke Olsen    |
| Teams          | Denemarken                           | Engeland                          | Nederland                      |

## Medailletabel
| Plaats | Land       | Goud | Zilver | Brons | Totaal |
| 1      | Denemarken | 5    | 2      | 4     | 11     |
| 2      | Nederland  | 1    | 1      | 3     | 5      |
| 3      | Engeland   | 0    | 3      | 1     | 4      |
| 4      | Duitsland  | 0    | 0      | 1     | 1      |
| 4      | Polen      | 0    | 0      | 1     | 1      |
| 4      | Zweden     | 0    | 0      | 1     | 1      |
| Totaal | Totaal     | 6    | 6      | 11    | 23     |